# Alexis Littré
Alexis Littré (* 21. Juli 1658 in Cordes; † 3. Februar 1726 in Paris) war ein französischer Anatom und Chirurg.

## Leben und Wirken
Littré war eines der zwölf Kinder von Françoise Littré, einem Gerber, und dessen Frau. Seine erste Ausbildung erhielt er in Villefranche-de-Rouergue an einer Schule der Doktrinarier. Anschließend begann Littré in Montpellier Medizin zu studieren und wechselte später nach Paris. Dort lehrte er als Privatdozent 15 Jahre lang Anatomie. 
Im außergewöhnlich kalten Winter 1684 soll Littré am Hôpital de la Salpêtrière, gemeinsam mit einem dortigen Chirurgen, über 200 Obduktion an Leichen durchgeführt haben.
1690 wurde Littré Lizenziat der Medizin und ein Jahr später promoviert. Als Schüler von Jean-Baptiste Du Hamel wurde er am 21. Februar 1699 Mitglied der Académie royale des sciences.
Littré beschrieb als erster eine nach ihm benannte Erscheinungsform des Darmbruchs („Littrésche Hernie“). Auch sind nach ihm die von ihm erstmals beschriebenen „Littréschen Drüsen“ (Glandulae urethrales) benannt. Als Littré 1710 über die Obduktion eines sechs Tage alten Kindes mit Analatresie berichtete, schlug er erstmals vor ein Kolostoma auszuleiten.

## Schriften (Auswahl)
Eine Übersicht über die von Littré in den „Memoires“ (Abhandlungen) der Académie royale des sciences veröffentlichten Beiträge findet sich im zweiten und dritten Band der von Louis Godin herausgegebenen Table alphabetique des matieres contenues dans l’histoire et les memoires de l’Academie Royale des Sciences.
- Observation sur une nouvelle espèce de hernie. In: Histoire de l’Académie royale des sciences Année MDCC. Avec les mémoires de mathématique et de physique. Paris 1703, S. 294–304 (Digitalisat).
- Description de l’uretre de l’homme […]. In: Histoire de l’Académie royale des sciences Année MDCC. Avec les mémoires de mathématique et de physique. Paris 1703, S. 305–310 (Digitalisat).
- Observations sur un foetus humain monstreux. In: Histoire de l’Académie royale des sciences Année MDCCI. Avec les mémoires de mathématique et de physique. Paris 1704, S. 88–94 (Digitalisat).
- Observations sur les ovaires & les trompes d’une Femme & sur un Foetus trouvé dans l’un de ses Ovaires. In: Histoire de l’Académie royale des sciences Année MDCCI. Avec les mémoires de mathématique et de physique. Paris 1704, S. 109–112 (Digitalisat).
- Observations sur le corps d’une femme grosse de huit mois de son premier enfant, morte subitement d’une chute. In: Histoire de l’Académie royale des sciences Année MDCCI. Avec les mémoires de mathématique et de physique. Paris 1704, S. 292–295 (Digitalisat).
- Observation sur deux pierres trouvées dans les parois de la vessie d’un garçon de vingt ans. In: Histoire de l’Académie royale des sciences Année MDCCII. Avec les mémoires de mathématique et de physique. Paris 1704, S. 26–32 (Digitalisat).
- Observation d’un foetus humain trouvé dans la trompe gauche de la matrice. In: Histoire de l’Académie royale des sciences Année MDCCII. Avec les mémoires de mathématique et de physique. Paris 1704, S. 208–214 (Digitalisat).
- Histoire d’un foetus humain tiré du ventre de sa mere par le fondement. In: Histoire de l’Académie royale des sciences Année MDCCII. Avec les mémoires de mathématique et de physique. Paris 1704, S. 234–254 (Digitalisat).
- Observation sur une hydropisie particuliere. In: Histoire de l’Académie royale des sciences Année MDCCIII. Avec les mémoires de mathématique et de physique. Paris 1705, S. 90–94 (Digitalisat).
- Observations sur des playes de ventre. In: Histoire de l’Académie royale des sciences Année MDCCV. Avec les mémoires de mathématique et de physique. Paris 1706, S. 32–37 (Digitalisat).
- Observation sur les reins d’un foetus humain de neuf mois. In: Histoire de l’Académie royale des sciences Année MDCCV. Avec les mémoires de mathématique et de physique. Paris 1706, S. 111–118 (Digitalisat).
- Observation sur un aneurisme. In: Histoire de l’Académie royale des sciences Année MDCCVII. Avec les mémoires de mathématique et de physique. Paris 1708, S. 17–25 (Digitalisat).
- Observation sur la glande pituitaire d’un homme. In: Histoire de l’Académie royale des sciences Année MDCCVII. Avec les mémoires de mathématique et de physique. Paris 1708, S. 125–140 (Digitalisat).
- Sur un foetus humain monstreux. In: Histoire de l’Académie royale des sciences Année MDCCIX. Avec les mémoires de mathématique et de physique. Paris 1711, S. 9–16 (Digitalisat).
- Observations sur la gonorrhée. In: Histoire de l’Académie royale des sciences Année MDCCXI. Avec les mémoires de mathématique et de physique. Paris 1714, S. 202–210 (Digitalisat).
- Sur un anevrisme vrai. In: Histoire de l’Académie royale des sciences Année MDCCXII. Avec les mémoires de mathématique et de physique. Paris 1731, S. 78–85 (Digitalisat).
- Observations sur une espece d’Enflûre appellée Emphyseme. In: Histoire de l’Académie royale des sciences Année MDCCXIII. Avec les mémoires de mathématique et de physique. Paris 1739, S. 5 (Digitalisat).
- Sur l’hydropisie appellée tympanite. In: Histoire de l’Académie royale des sciences Année MDCCXIII. Avec les mémoires de mathématique et de physique. Paris 1739, S. 235–241 (Digitalisat).
- Sur une hernie rare. In: Histoire de l’Académie royale des sciences Année MDCCXIV. Avec les mémoires de mathématique et de physique. Paris 1717, S. 200–202 (Digitalisat).
- Sur des vaisseaux particuliers observés dans des corps morts de pertes de sang. In: Histoire de l’Académie royale des sciences Année MDCCXIV. Avec les mémoires de mathématique et de physique. Paris 1717, S. 327–333 (Digitalisat).
- Sur une difficulte d’avaler. In: Histoire de l’Académie royale des sciences Année MDCCXVI. Avec les mémoires de mathématique et de physique. Paris 1718, S. 183–194 (Digitalisat).
- Observations sur un foetus monstrueux qui n’avoit qu’un oeil. In: Histoire de l’Académie royale des sciences Année MDCCXVII. Avec les mémoires de mathématique et de physique. Paris 1719, S. 285–287 (Digitalisat).
- S’il y a du danger de donner par le nez des bouillons, de la boiffon, ou tout autre liquide. In: Histoire de l’Académie royale des sciences Année MDCCXVIII. Avec les mémoires de mathématique et de physique. Paris 1719, S. 298–308 (Digitalisat).
- Sur les noyés. In: Histoire de l’Académie royale des sciences Année MDCCXIX. Avec les mémoires de mathématique et de physique. Paris 1723, S. 32–36 (Digitalisat).
- Sur les règles des femmes. In: Histoire de l’Académie royale des sciences Année MDCCXX. Avec les mémoires de mathématique et de physique. Paris 1722, S. 15–18 (Digitalisat).
- De la dissolution des pierres de la vessie dans des eaux communes. In: Histoire de l’Académie royale des sciences Année MDCCXX. Avec les mémoires de mathématique et de physique. Paris 1722, S. 436–446 (Digitalisat).